# 女學院前停留場

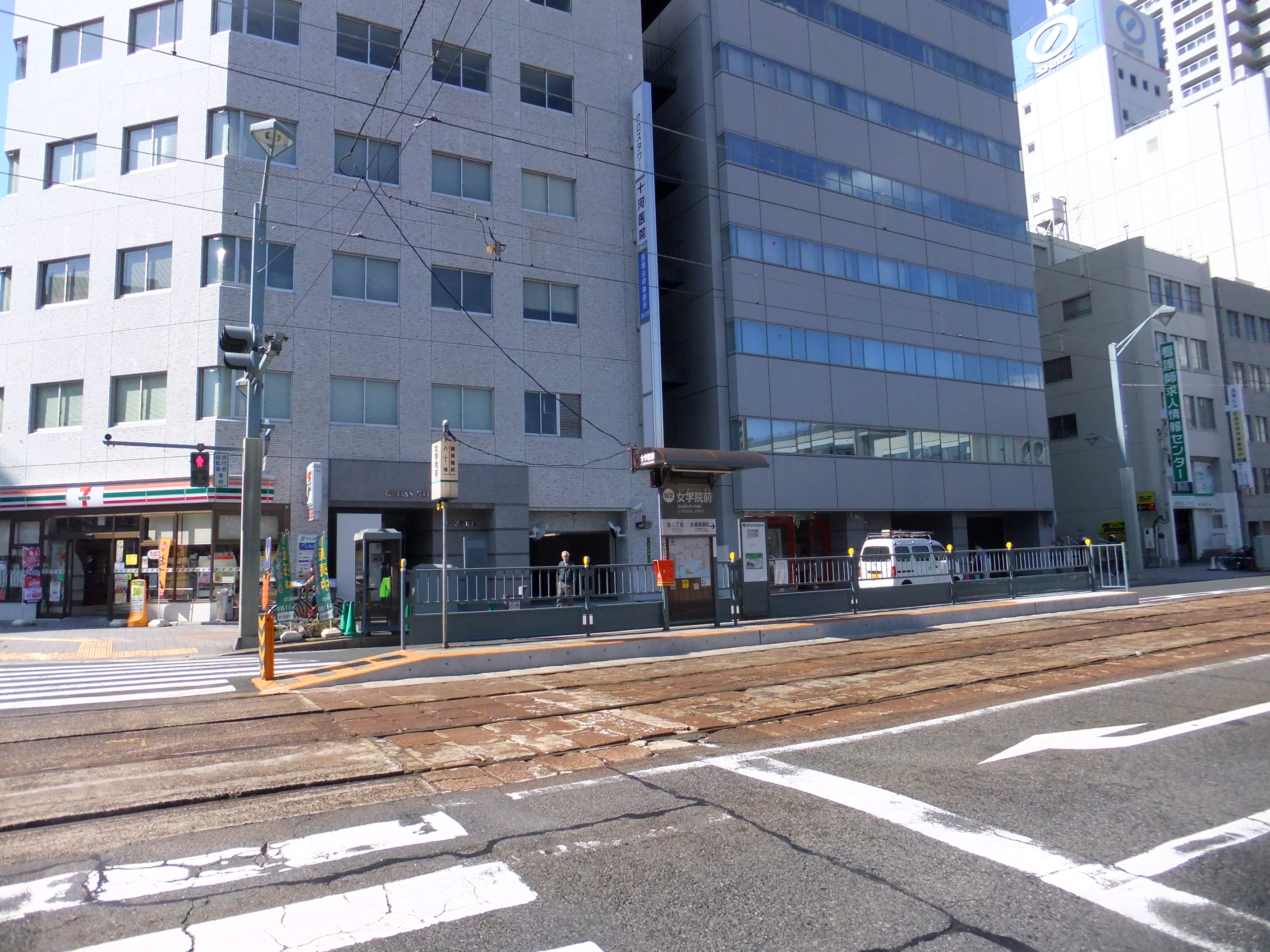
白島方向月台

女學院前停留場（日语：／ Jogakuin-mae teiryūjō */?），又稱女學院前電車站，是位於廣島縣廣島市中區鐵砲町和上幟町，廣島電鐵白島線的電車站。車站編號為W2。

## 歷史
在1912年（大正元年），廣島電鐵的前身廣島電氣軌道開設白島線，當時此電車站還未啟用。女學院前停留場於第2次世界大戰後的1952年（昭和27年）才啟用。在1945年（昭和20年）8月6日，廣島市被投下原子彈，使白島線全線不能能行。在戰後，於主幹道（白島通）上再次敷設白島線（新路軌），在開通當時此電車站也啟用。電車站名稱取自鄰近的廣島女學院中學·高等學校。
- 1952年（昭和27年）6月10日 - 於戰後，白島線全線重開，此電車站啟用[1][3]。

## 電車站構造
電車站是建造在共用行車道上。電車站設有2面2線的相對式低地台月台（千鳥式月台），兩月台之間設有路口分隔。在路口北邊是白島方向的下行月台，南邊是八丁堀方向的上行月台。
在1988年（昭和63年）4月，月台加設上蓋。

### 運行系統
此電車站是白島線電車站之一。9系統會駛入此站。
| 上行月台 | 9號線 | 前往八丁堀、江波 |
| 下行月台 | 9號線 | 前往白島         |

## 電車站周邊
廣島女學院中學·高等學校位於電車站東邊。電車站周邊為商業區。此電車站最接近廣島合同許廳舍。
- 進物之大進 廣島本店
- 城南通（日语：広島市道中広宇品線）

## 相鄰電車站
廣島電鐵
■白島線
八丁堀（W1）－女學院前（W2）－縮景園前（W3）
- 在1967年（昭和42年）前，八丁堀停留場至此電車站之間曾經設有鐵砲町停留場（日语：／）。

## 注腳
1. 1 2 3 4  《広電が走る街 今昔》150-157頁
2. 1 2  《広電が走る街 今昔》98頁
3. 1 2  今尾惠介（監修）. . 11 中国四国. 新潮社. 2009: 38. ISBN 978-4-10-790029-6 （日语）.
4. 1 2 3 4  川島令三. . 【図説】 日本の鉄道. 第7巻 広島エリア. 講談社. 2012: 8・85頁. ISBN 978-4-06-295157-9 （日语）.
5. 1 2  川島令三.  中国篇 2. 草思社. 2009: 103・107頁. ISBN 978-4-7942-1711-0 （日语）.
6. ↑  . 広島電鉄. 1992: 128 （日语）.

## 外部連結
- 女學院前 | 電車情報：電停指南 （页面存档备份，存于）（日語） - 廣島電鐵